# Patrice D. Cani
Pour les articles homonymes, voir Cani (homonymie).
Patrice D. Cani, né le 26 décembre 1977 à Montignies-sur-Sambre, est un chercheur belge (PhD). Il est professeur ordinaire à l'UCLouvain et directeur de recherches honoraire du fonds de la recherche scientifique (FRS-FNRS), il est spécialisé en physiologie, métabolisme et nutrition et à la base de différentes découvertes ayant permis de mettre en évidence les rôles du microbiote intestinal dans le développement de maladies associées au surpoids et à l'obésité comme le diabète de type 2, les maladies cardiovasculaires mais également certains cancers.

## Biographie
Né à Montignies-sur-Sambre le 26 décembre 1977 de mère espagnole et de père italien, il possède la nationalité belge, française et italienne. Après des études secondaires à l'institut de la Providence (GPH) de Gosselies, en 1995 il a rejoint l'Université catholique de Louvain, et l'Institut Paul Lambin pour suivre une formation de diététicien. Il a ensuite poursuivi ses études en obtenant un master en sciences biomédicales (nutrition humaine) (2000), un master en sciences de la santé (2005), et il a obtenu le titre de docteur (PhD) en sciences biomédicales spécialisé en physiologie, métabolisme et nutrition en 2005. 
Nommé chargé de recherches du FNRS, Patrice D. Cani a ensuite passé 3 années en post-doctorat à Toulouse, France au CHU Rangueil, INSERM, Université Paul Sabatier à l'Institute of Cardiovascular and Metabolic Diseases (I2MC) sous la direction du professeur Rémy Burcelin. 
En 2009, Patrice D. Cani a démarré son équipe de recherche après avoir été nommé chercheur qualifié du FNRS et professeur à l'UCLouvain. Il est également chercheur WELBIO (Walloon Excellence in Life Sciences and BIOtechnology) depuis 2013. En 2013, il a également crée avec son collègue le professeur Claude Knauf le Laboratoire international NeuroMicrobiota Lab (UCLouvain/INSERM) ayant par ailleurs permis de réaliser de nombreuses découvertes dont récemment des mécanismes expliquant comment le second cerveau (système nerveux entérique) dialogue avec le cerveau, pour contrôler les taux de sucre dans le sang. Ces travaux permettent de mieux comprendre l'axe intestin-cerveau et son implication dans le développement du diabète de type 2. 
Il a été invité a écrire de nombreuses revues et opinions dans des journaux scientifiques de renoms comme Science, GUT,,,, Nature Reviews Endocrinology,,,, Nature Reviews Gastronterology & Hepatology,,, ou Nature Metabolism,. Outre cette reconnaissance internationale, depuis 2016, il fait partie chaque année des highly cited researchers. Ce classement reprend le top 1% des chercheurs mondiaux et sélectionnés pour leurs performances de recherches et citations dans le monde et ce dans toutes les disciplines scientifiques confondues. Il a un indice de citation h-index de 119 et ces travaux ont été cités plus de 72000 fois dans d'autres publications scientifiques internationales (Scopus en Juin 2025). Son motto est In Gut We Trust.

## Recherches
Spécialisé en physiologie, métabolisme et nutrition, il est à la base de différentes découvertes ayant permis de mettre en évidence les rôles du microbiote intestinal (c'est-à-dire les bactéries intestinales ou flore intestinale) dans le développement de maladies associées au surpoids et à l'obésité comme le diabète de type 2, les maladies cardiovasculaires mais également certains cancers. Il a publié près de 370 publications scientifiques internationales et fait plus de 350 conférences internationales. En 2007, il fut le premier avec son collègue le professeur R. Burcelin à publier le concept d'endotoxémie métabolique démontrant qu'au cours de l'obésité et du diabète de type 2 certaines molécules (endotoxines bactériennes) passent au travers de l'intestin (leaky gut) pour déclencher une inflammation de bas grade et l'insulinorésistance (prédiabète). Il a également été le premier à découvrir qu'une alimentation riche en graisses saturées modifiait la composition du microbiote intestinal et augmentait la perméabilité de l'intestin,. Outre cette découverte, c'est en étudiant le rôle des prébiotiques sur la santé (travaux qu'il a débuté au début des années 2000 avec le professeur Marcel Roberfroid et la professeure Nathalie Delzenne) qu'il a ensuite découvert les rôles d'une bactérie très particulière appelée Akkermansia muciniphila. Cette bactérie intestinale a été récemment isolée de l'intestin de l'humain. Patrice D. Cani et son équipe ont été les premiers à découvrir que cette bactérie exerçait des effets bénéfiques sur la santé, en renforçant la barrière intestinale, en diminuant le gain de poids corporel et de masse grasse tout en diminuant l'insulinorésistance et le diabète,. Il est ensuite, en moins de 10 années, passé d'une découverte réalisée chez l'animal de laboratoire à une démonstration d'efficacité chez l'humain. Grâce à ses différents travaux et ceux d'autres chercheurs, cette bactérie est considérée aujourd'hui comme une « bactérie de nouvelle génération », ou « probiotique 2.0 ». D'ailleurs, ses travaux de recherches ont abouti en septembre 2022 à la mise sur le marché d'un complément alimentaire à base d'Akkermansia muciniphila pasteurisée, vendu par la spinoff "The Akkermansia Company" basée en Belgique. Il s'agit ici d'un exemple concret bien que très rare du passage d'une recherche fondamentale réalisée en laboratoire à une application concrète chez l'humain. Pour avoir porté une recherche fondamentale vers une application clinique concrète et accessible au grand public, il a reçu le Prix de la Fondation AstraZeneca et la Médaille de l'Académie Royale de Médecine de Belgique.
Outre ses travaux sur Akkermansia, il a découvert que le microbiote intestinal et certains bactéries étaient en communication avec nos cellules humaines par l'intermédiaire de différentes molécules lipidiques (lipides bioactifs) dont notamment le système endocannabinoïde.
Récemment, le Professeur Patrice D. Cani et la Dr Tiphaine Le Roy ont découvert une nouvelle bactérie, d'un tout nouveau genre et isolée de l'intestin humain. Ils ont décidé d'appeler cette bactérie Dysosmobacter welbionis et son nom vient du grec, Dysosmos (odeur particulière) et bacter (bactérie), le nom de l'espèce welbionis provient du fait que la bactérie a été isolée dans le cadre du projet WELBIO financé par la région Wallonne,. Ils ont découvert que cette bactérie était présente dans l'intestin de la population générale et est moins présente dans l'intestin de sujets obèses et diabétiques de type 2. L'administration de cette bactérie améliore la santé de souris obèses et diabétiques selon les expériences récentes et publiées dans la revue internationale GUT,
Les travaux de recherches de Patrice Cani ont été couronnés de plusieurs décorations et prix prestigieux comme le Prix Baillet-Latour (grant for medical research 2015), le prix international de physiologie Lucien Dautrebande, la chaire Francqui 2017 (ULiège), il est membre de l'Académie Royale de Belgique (Collège des Alumni), il est membre titulaire de l'Académie royale de médecine de Belgique, il a également été élevé au rang d'officier du Mérite wallon (OMW) en 2015.